# Salacia finlaysonii
Salacia finlaysonii är en benvedsväxtart som beskrevs av Nathaniel Wallich. Salacia finlaysonii ingår i släktet Salacia och familjen Celastraceae. Inga underarter finns listade.